# Andrew Pattison
Andrew Pattison (* 30. Januar 1949 in Pretoria, Südafrika) ist ein ehemaliger simbabwischer Tennisspieler.

## Leben
Pattison konnte im Laufe seiner Karriere vier Einzel- und sieben Doppeltitel erringen. Seine höchste Notierung in der Tennisweltrangliste erreichte er 1974 mit Position 24 im Einzel sowie 1983 mit Position 74 im Doppel. 1974 spielte er für die Denver Racquets in der World-TeamTennis-Liga.
Sein bestes Einzelergebnis bei einem Grand-Slam-Turnier war das Erreichen des Viertelfinales der US Open 1975. Nach Siegen unter anderem über John Alexander scheiterte er mit 2:6, 1:6 und 2:6 an Jimmy Connors. In der Doppelkonkurrenz erreichte er je zweimal das Viertelfinale der French Open (1973 und 1979) und der US Open (1979, 1980), zudem stand er dreimal im Achtelfinale der Wimbledon Championships (1971, 1976, 1977). Im Mixed stand er 1972 in der dritten Runde von Wimbledon.

## Erfolge
| Legende                       |
| Grand Slam                    |
| Tennis Masters Cup            |
| ATP Masters Series            |
| ATP International Series Gold |
| ATP International Series (11) |

| ATP-Titel nach Belag |
| Hartplatz (7)        |
| Sand (2)             |
| Rasen (1)            |
| Teppich (1)          |

### Einzel

#### Turniersiege
| Nr. | Datum              | Turnier       | Belag     | Finalgegner    | Ergebnis           |
| --- | ------------------ | ------------- | --------- | -------------- | ------------------ |
| 1.  | 14. April 1974     | Monte Carlo   | Sand      | Ilie Năstase   | 5:7, 6:3, 6:4      |
| 2.  | 21. April 1974     | Johannesburg  | Hartplatz | John Alexander | 6:3, 7:5           |
| 3.  | 18. September 1977 | Laguna Niguel | Hartplatz | Colin Dibley   | 2:6, 7:6, 6:4      |
| 4.  | 3. Dezember 1979   | Johannesburg  | Hartplatz | Víctor Pecci   | 2:6, 6:3, 6:2, 6:3 |

#### Finalteilnahmen
| Nr. | Datum            | Turnier  | Belag         | Finalgegner      | Ergebnis           |
| --- | ---------------- | -------- | ------------- | ---------------- | ------------------ |
| 1.  | 23. Juli 1972    | Columbus | Hartplatz     | Jimmy Connors    | 5:7, 3:6, 5:7      |
| 2.  | 30. Juli 1972    | Clemmons | Sand          | Bob Hewitt       | 6:3, 3:6, 1:6      |
| 3.  | 20. August 1972  | Toronto  | Sand          | Ilie Năstase     | 4:6, 3:6           |
| 4.  | 3. November 1974 | Wien     | Hartplatz (i) | Vitas Gerulaitis | 4:6, 6:3, 3:6, 2:6 |
| 5.  | 11. Januar 1976  | Columbus | Teppich (i)   | Arthur Ashe      | 6:3, 3:6, 6:74     |
| 6.  | 8. Februar 1976  | Dayton   | Teppich (i)   | Jaime Fillol     | 4:6, 7:6, 4:6      |
| 7.  | 7. Juli 1980     | Newport  | Rasen         | Vijay Amritraj   | 1:6, 7:5, 3:6      |

### Doppel

#### Turniersiege
| Nr. | Datum            | Turnier      | Belag     | Partner        | Finalgegner                       | Ergebnis      |
| --- | ---------------- | ------------ | --------- | -------------- | --------------------------------- | ------------- |
| 1.  | 30. Juli 1972    | Clemmons     | Hartplatz | Bob Hewitt     | Jim McManus Jim Osborne           | 6:4, 6:4      |
| 2.  | 3. November 1974 | Wien         | Hartplatz | Raymond Moore  | Bob Hewitt Frew McMillan          | 6:4, 5:7, 6:4 |
| 3.  | 5. November 1978 | Paris        | Hartplatz | Bruce Manson   | Ion Țiriac Guillermo Vilas        | 7:6, 6:2      |
| 4.  | 13. Juli 1980    | Newport      | Rasen     | Butch Walts    | Fritz Buehning Peter Rennert      | 7:6, 6:4      |
| 5.  | 2. November 1980 | Köln         | Hartplatz | Bernard Mitton | Jan Kodeš Tomáš Šmíd              | 6:4, 6:1      |
| 6.  | 8. März 1981     | Denver       | Teppich   | Butch Walts    | Mel Purcell Dick Stockton         | 6:3, 6:4      |
| 7.  | 2. August 1981   | South Orange | Sand      | Fritz Buehning | Shlomo Glickstein David Schneider | 6:1, 6:4      |

#### Finalteilnahmen
| Nr. | Datum             | Turnier      | Belag         | Partner                 | Finalgegner                    | Ergebnis                  |
| --- | ----------------- | ------------ | ------------- | ----------------------- | ------------------------------ | ------------------------- |
| 1.  | 24. Juni 1972     | Eastbourne   | Rasen         | Nicholas Kalogeropoulos | Juan Gisbert Manuel Orantes    | 6:8, 2:6                  |
| 2.  | 25. März 1973     | Atlanta      | Teppich (i)   | Bob Maud                | Roy Emerson Rod Laver          | 6:7, 3:6                  |
| 3.  | 29. Juli 1973     | Washington   | Sand          | Dick Crealy             | Ross Case Geoff Masters        | 6:2, 1:6, 4:6             |
| 4.  | 24. Februar 1974  | Salisbury    | Teppich (i)   | Byron Bertram           | Jimmy Connors Frew McMillan    | 6:3, 2:6, 1:6             |
| 5.  | 21. April 1974    | Johannesburg | Hartplatz     | Jim McManus             | Bob Hewitt Frew McMillan       | 2:6, 4:6, 6:7             |
| 6.  | 6. Februar 1977   | Dayton       | Teppich (i)   | Jeff Borowiak           | Hank Pfister Butch Walts       | 4:6, 6:7                  |
| 7.  | 29. Oktober 1978  | Basel        | Hartplatz (i) | Bruce Manson            | Wojciech Fibak John McEnroe    | 6:7, 5:7                  |
| 8.  | 23. März 1980     | Frankfurt    | Teppich (i)   | Butch Walts             | Vijay Amritraj Stan Smith      | 7:6, 2:6, 2:6             |
| 9.  | 30. März 1980     | Mailand      | Teppich (i)   | Butch Walts             | Peter Fleming John McEnroe     | 2:6, 7:6, 2:6             |
| 10. | 22. Juni 1980     | Surbiton     | Rasen         | Butch Walts             | Mark Edmondson Kim Warwick     | 6:7, 7:6, 7:6, 6:7, 13:15 |
| 11. | 26. Juli 1981     | Hilversum    | Sand          | Raymond Moore           | Heinz Günthardt Balázs Taróczy | 0:6, 2:6                  |
| 12. | 28. November 1982 | Johannesburg | Sand          | Shlomo Glickstein       | Brian Gottfried Frew McMillan  | 2:6, 2:6                  |